# Делаттр, Мари
Мари Клер Делаттр-Демори (фр. Marie Claire Delattre-Demory; 4 марта 1981, Аррас) — французская гребчиха-байдарочница, выступала за сборную Франции в середине 2000-х — начале 2010-х годов. Бронзовая призёрша летних Олимпийских игр в Пекине, обладательница бронзовых медалей чемпионатов Европы и мира, бронзовая призёрка Средиземноморских игр в Альмерии, победительница многих регат национального и международного значения.

## Биография
Мари Делаттр родилась 4 марта 1981 года в городе Аррас департамента Нор — Па-де-Кале. Активно заниматься греблей на байдарках начала с раннего детства, проходила подготовку в коммуне Сен-Лоран-Бланжи, состояла в местном одноимённом спортивном клубе.
Первого серьёзного успеха на взрослом международном уровне добилась в 2004 году, когда попала в основной состав французской национальной сборной и благодаря череде удачных выступлений удостоилась права защищать честь страны на летних Олимпийских играх в Афинах. Стартовала здесь в двойках вместе с напарницей Анной-Лорой Вьяр на дистанции 500 метров, однако сумела дойти лишь до стадии полуфиналов, где финишировала четвёртой.
После афинской Олимпиады Делаттр осталась в основном составе гребной команды Франции и продолжила принимать участие в крупнейших международных регатах. Так, в 2005 году она побывала на чемпионате Европы в польской Познани, откуда привезла награду бронзового достоинства, выигранную в зачёте двухместных байдарок на полукилометровой дистанции. Кроме того, в этом сезоне в той же дисциплине добилась того же результата на чемпионате мира в хорватском Загребе и выступила на Средиземноморских играх в Альмерии, где стала бронзовой призёршей среди одиночек на тысяче метрах. Два года спустя отправилась представлять страну на мировом первенстве в немецком Дуйсбурге и добавила в послужной список ещё одну бронзовую награду, полученную в двойках на пятистах метрах.
Будучи в числе лидеров французской национальной сборной, Мари Делаттр благополучно прошла квалификацию на Олимпийские игры 2008 года в Пекине — на сей раз они с Анной-Лорой Вьяр добрались до финала в полукилометровой программе байдарок-двоек и заняли на финише третье место, завоевав тем самым бронзовые олимпийские медали (в финале их обошли только экипажи из Венгрии и Польши). Через четыре года Делаттр отобралась на Олимпиаду в Лондоне, стартовала в составе четырёхместного экипажа на пятистах метрах и расположилась в итоговом протоколе на восьмой позиции. Вскоре по окончании этих соревнований приняла решение завершить карьеру профессиональной спортсменки, уступив место в сборной молодым французским гребчихам.